# 2. Badminton-Bundesliga 1997/98
Die 2. Badminton-Bundesliga 1997/98 als zweithöchste deutsche Spielklasse in der Sportart Badminton war in zwei Staffeln unterteilt (Nord und Süd), in der jeweils acht Teams gegeneinander antraten. In die 1. Bundesliga stieg der Berliner SC auf.

## 2. Bundesliga Nord
Abschlusstabelle
| Platz | Mannschaft          | Spiele |
| ----- | ------------------- | ------ |
| 1.    | Berliner SC (N)     | 14     |
| 2.    | 1. BC Beuel (N)     | 14     |
| 3.    | VfL 93 Hamburg      | 14     |
| 4.    | TuS Gildehaus       | 14     |
| 5.    | Ohligser TV         | 14     |
| 6.    | TV Witzhelden       | 14     |
| 7.    | VfL Berliner Lehrer | 14     |
| 8.    | BV Gifhorn (A)      | 14     |

## 2. Bundesliga Süd
Abschlusstabelle
| Platz | Mannschaft                    | Spiele |
| ----- | ----------------------------- | ------ |
| 1.    | TuS Wiebelskirchen 2          | 14     |
| 2.    | TSV Neuhausen-Nymphenburg     | 14     |
| 3.    | TuS/SG Schorndorf             | 14     |
| 4.    | SG Robur Zittau               | 14     |
| 5.    | PSV Grün-Weiß Wiesbaden 2 (N) | 14     |
| 6.    | TSG Augsburg 85               | 14     |
| 7.    | SV Fortuna Regensburg 2 (N)   | 14     |
| 8.    | 1. BV Maintal                 | 14     |